# Мультиплікативна функція
У теорії чисел, мультиплікативна функція — арифметична функція {\displaystyle f(m)}, така що
{\displaystyle f(m_{1}m_{2})=f(m_{1})f(m_{2})} для будь-яких взаємно простих чисел {\displaystyle m_{1}} і {\displaystyle m_{2}}
{\displaystyle f(1)=1}
При виконанні першої умови, вимога {\displaystyle f(1)=1} рівносильно тому, що функція {\displaystyle f(m)} не рівна тотожно нулю.
Слід зазначити, що поза теорією чисел під мультиплікативною функцією розуміють будь-яку функцію {\displaystyle f}, визначену на деякій множині {\displaystyle X}, таку що
{\displaystyle f(x_{1}x_{2})=f(x_{1})f(x_{2})} для довільних {\displaystyle x_{1},x_{2}\in X}.
У теорії чисел такі функції, тобто функції {\displaystyle f(m)}, для яких умова мультиплікативності виконана для всіх натуральних {\displaystyle m_{1},m_{2}}, називаються цілком мультиплікативними.
Мультиплікативна функція називається сильно мультиплікативною, якщо
{\displaystyle f(p^{\alpha })=f(p)}
для всіх простих {\displaystyle p} і всіх натуральних {\displaystyle \alpha }.

## Приклади
- Функція {\displaystyle \tau (m)} — число натуральних дільників натурального {\displaystyle m}.
- Функція {\displaystyle \sigma (m)} — сума натуральних дільників натурального {\displaystyle m}.
- Функція Ейлера {\displaystyle \varphi (m)}.
- Функція Мебіуса {\displaystyle \mu (m)}.
- Функція {\displaystyle {\frac {\varphi (m)}{m}}} є сильно мультиплікативною.
- Степенева функція {\displaystyle \forall n\in \mathbb {N} ,\operatorname {Id} _{k}(n)=n^{k}} є цілком мультиплікативною. Зокрема це ж стосується і її важливих часткових випадків
  - константи {\displaystyle \forall n\in \mathbb {N} ,1(n)=1}
  - тотожної функції {\displaystyle \forall n\in \mathbb {N} ,\operatorname {Id} (n)=n}
- {\displaystyle n\mapsto \left({\frac {n}{p}}\right)} — символ Лежандра, як функція від n, при заданому простому числі p.

## Властивості
Якщо {\displaystyle f(m)} — мультиплікативна функція, то функція
{\displaystyle g(m)=\sum _{d|m}f(d)}
також буде мультиплікативною. Навпаки, якщо функція {\displaystyle g(m)}, визначена цим співвідношенням є мультиплікативною, то і початкова функція {\displaystyle f(m)} також мультиплікативна.
Більш того, якщо {\displaystyle f(m)} і {\displaystyle g(m)} — мультиплікативні функції, то мультиплікативною буде і їх згортка Діріхле
{\displaystyle h(m)=\sum _{d|m}f(d)g\left({\frac {m}{d}}\right)}
Це випливає з того, що довільне число d, що ділить добуток двох взаємно простих чисел n і m однозначно записується як d=d1.d2, де d1 — дільник числа n, d2 — дільник числа m.
Тоді з визначень можна записати
{\displaystyle (f*g)(n\cdot m)=\sum _{d|nm}f(d)g\left({\frac {nm}{d}}\right)=\sum _{d_{1}|n}\sum _{d_{2}|m}f(d_{1}d_{2})g\left({\frac {n}{d_{1}}}\cdot {\frac {m}{d_{2}}}\right)}.
Якщо f і g — мультиплікативні функції то :
{\displaystyle (f*g)(n\cdot m)=\sum _{d_{1}|n}\sum _{d_{2}|m}f(d_{1})f(d_{2})g\left({\frac {n}{d_{1}}}\right)g\left({\frac {m}{d_{2}}}\right)},
{\displaystyle (f*g)(n.m)=\left[\sum _{d_{1}|n}f(d_{1})g\left({\frac {n}{d_{1}}}\right)\right]\cdot \left[\sum _{d_{2}|m}f(d_{2})g\left({\frac {m}{d_{2}}}\right)\right]},
{\displaystyle (f*g)(n\cdot m)=(f*g)(n)\cdot (f*g)(m)}.
Відносно згортки Діріхле мультиплікативні функції утворюють абелеву групу, нейтральним (одиничним) елементом якої є функція:
{\displaystyle \varepsilon (n)={\begin{cases}1&n=1\\0&n\neq 1\end{cases}}}